# Christian Friedrich von Mayer
Christian Friedrich von Mayer (* 10. Dezember 1774 in Pillalen; † 27. September 1846 in Neuhaldensleben) war preußischer Generalmajor.

## Leben

### Herkunft
Mayer gehörte dem gleichnamigen preußischen Adelsgeschlecht an. Seine Eltern waren der am 4. Mai 1779 in den Adelsstand erhobene Major im Husaren-Regiment Nr. 9 Christian Friedrich von Mayer (1740–1788) und dessen Ehefrau Marie, geborene Schimmelpfennig von der Oye.

### Laufbahn
Zu seiner schulischen Ausbildung kam er 1785 auf die Provinzialschule in Rastenburg. Am 1. April 1787 trat er als Gefreitenkorporal in das Infanterieregiment „von Wildau“ der Preußischen Armee ein und avancierte bis Ende Mai 1795 zum Sekondeleutnant. 1794/95 nahm er während der Niederschlagung des Kościuszko-Aufstand am Gefecht bei Magniszewo teil. Am 15. Juni 1799 wurde er Premierleutnant. Er kämpfte im Vierten Koalitionskrieg und erhielt nach dem Frieden von Tilsit zum 9. April 1807 seinen Abschied als Kapitän.
Am 16. Mai 1813 wurde Mayer als Stabskapitän bei der Gendarmerie angestellt. Aber schon am 1. Juni 1813 wurde er Bataillonsführer im 4. Ostpreußischen Landwehr-Infanterie-Regiment und avancierte am 22. September 1813 zum Major. Während der Befreiungskriege erwarb er bei der Belagerung von Danzig das Eiserne Kreuz II. Klasse und den Orden des Heiligen Wladimir IV. Klasse.
Am 6. September 1815 wurde er Kommandeur des 3. Westpreußischen Landwehr-Infanterie-Regiments, am 30. März 1818 wurde er Oberstleutnant und 1820 kam er als Kommandeur in das 4. Landwehr-Regiment. Am 18. Juni 1825 wurde Mayer mit Patent vom 27. Juni 1825 zum Oberst befördert, zunächst mit der Führung des 33/34. Infanterie-Regiments beauftragt und am 10. September 1826 zum Regimentskommandeur ernannt. Am 30. März 1829 wurde er von diesem Kommando entbunden. Am 22. Januar 1832 erhielt er noch den Roten Adlerorden II. Klasse, bevor er am 20. März 1834 mit dem Charakter eines Generalmajors und 1750 Talern Pension in den Ruhestand versetzt wurde. Er starb am 27. September 1846 auf Neuhaldensleben.

### Familie
Er heiratete am 28. September 1805 in Bansen, Kreis Rößel Luise Gottliebe von Egloff (1782–1845), eine legitimierte Tochter des preußischen Majors Otto Friedrich Graf von Egloffstein auf Arklitten, die nach ihrem Tod auf dem Garnisonfriedhof in Berlin beigesetzt wurde. Das Paar hatte mehrere Kinder.
- Nanny Amalie (* 1806)
- Lonny Luise Friederike Babette Mathilde (1808–1846) ⚭ 1834 Karl Gustav von Lindequist (1795–1874), Oberstleutnant im 34. Infanterie-Regiment, Eltern von Oskar von Lindequist
- Friedrich Christian Otto Louis (* 1809) ⚭ Klara Konradine Mathilde von Heuduck (* 1828), Tochter des preußischen Generalmajors Konrad von Heuduck
- Eugen Friedrich (* 1810)
- Otto Adolf Friedrich (1822–1840), Portepeefähnrich im 2. Garde-Regiment zu Fuß